# Foreste della Guinea
Le foreste della Guinea sono una regione biogeografica appartenente all'ecozona afrotropicale riconosciuta da Conservation International come punto caldo di biodiversità.

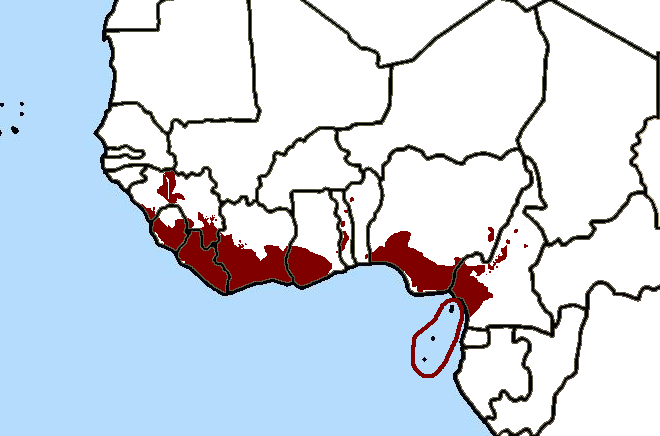

## Descrizione
Questa regione è costituita da un insieme di diversi biomi, tra cui foreste tropicali sempreverdi, foreste tropicali decidue, foreste tropicali di montagna, foreste allagate (nel delta del Niger), foreste galleria e savane alberate. È una regione complessivamente poco montuosa, fatta eccezione per alcuni massicci montuosi nella Guinea e soprattutto nel Camerun: la linea del Camerun forma una catena montuosa alla quale appartiene, tra gli altri, il monte Camerun (4 095 m - la vetta più alta dell'Africa occidentale). Le precipitazioni sono generalmente piuttosto abbondanti in tutta la regione, ma non sono del tutto sconosciute forti variazioni stagionali: l'area centrale può essere colpita anche da siccità ben marcate, mentre la Nigeria orientale, il Camerun occidentale e le isole del golfo di Guinea, così come la Liberia e la Sierra Leone, sono particolarmente irrorati durante tutto l'anno.

## Distribuzione geografica
Questa regione di 93 047 km² comprende tutte le regioni forestali dell'Africa occidentale politica, dalla Sierra Leone e dalla Guinea ad ovest fino al fiume Sangha, nel Camerun occidentale, ad est. Rientrano entro i suoi confini parti di Guinea, Sierra Leone, Liberia, Costa d'Avorio, Ghana, Togo, Benin, Nigeria, Camerun, São Tomé e Príncipe, nonché le isole di Bioko e Annobón appartenenti alla Guinea Equatoriale. Il corridoio del Dahomey, una regione di savane e di foreste secche del Togo e del Benin, suddivide questa regione in due zone distinte, le foreste dell'Alta Guinea e quelle della Bassa Guinea.

## Ecoregioni

### La foresta dell'Alta Guinea
La foresta dell'Alta Guinea si estende ad ovest dalla Sierra Leone e dalla Guinea, passando per la Liberia, la Costa d'Avorio, il Ghana e il Togo. Raggruppa tre ecoregioni del WWF:
- foreste di pianura della Guinea occidentale ( Guinea,  Sierra Leone,  Liberia,  Costa d'Avorio);
- foreste montane della Guinea ( Guinea,  Sierra Leone,  Liberia,  Costa d'Avorio);
- foreste di pianura della Guinea orientale ( Costa d'Avorio,  Ghana,  Togo,  Benin).

### La foresta della Bassa Guinea
La foresta della Bassa Guinea si estende ad est del Benin fino alla Nigeria e al Camerun. Raggruppa le seguenti ecoregioni:
- foreste di pianura della Nigeria ( Benin,  Nigeria);
- foreste palustri del delta del Niger ( Nigeria);
- foresta di transizione Cross-Niger ( Nigeria);
- foreste costiere di Cross-Sanaga-Bioko ( Nigeria,  Camerun,  Guinea Equatoriale);
- foreste degli altopiani del Camerun ( Nigeria,  Camerun);
- foreste montane del Monte Camerun e di Bioko ( Camerun,  Guinea Equatoriale).

## Biodiversità
Questa zona è considerata da Conservation International un punto caldo di biodiversità. In effetti, questa zona è estremamente ricca di specie vegetali e animali, ma è anche molto minacciata. Si stima che vivano qui 9 000 specie di piante vascolari, di cui 1 800 specie endemiche (il 20%). Il monte Nimba, il parco nazionale di Taï in Costa d'Avorio, il parco nazionale di Cross River in Nigeria e il monte Camerun (che ospita non meno di 2 500 specie vegetali) presentano un tasso di endemismo particolarmente elevato. A causa del loro isolamento geografico, le isole del golfo di Guinea ospitano 185 specie endemiche. Per quanto riguarda São Tomé e Príncipe, entrambe le isole possiedono ciascuna un genere vegetale endemico. Tra le piante tipiche dell'hotspot figurano diverse specie oggi estremamente importanti dal punto di vista economico, come la palma da olio africana (Elaeis guineensis), oggi coltivata in tutte le regioni tropicali del mondo, e numerose specie di alberi dal legno pregiato, tra cui l'ebano africano (Diospyros gracilis), due specie di acagiù (generi Entandophragma e Khaya) e l'iroko (Milicia excelsa).
Elevatissima è anche la diversità animale:
- nella zona sono presenti 320 specie di mammiferi, circa un quarto delle 1 100 presenti in tutto il continente africano, delle quali 67 endemiche; tra gli endemismi ricordiamo 18 specie di primati (su un totale di 30 specie registrate), numerose specie di antilopi come il cefalofo di Jentink (Cephalophus jentinki) e il cefalofo zebra (Cephalophus zebra), due delle antilopi più minacciate del mondo, e l'ippopotamo pigmeo (Choeropsis liberiensis);
- in questa zona abitano 785 specie di uccelli (di cui 75 endemiche), un terzo di tutte le specie del continente africano. Il tasso di endemismo è particolarmente elevato nelle zone montuose e nelle isole. Tra gli endemismi segnaliamo le numerose specie proprie delle montagne camerunensi: il francolino del Camerun (Pternistis camerunensis) e lo speirope del Camerun (Zosterops melanocephalus) sono endemici del monte Camerun, mentre il monte Koupé ospita l'averla di macchia del Koupé (Chlorophoneus kupeensis). Le isole del golfo di Guinea ospitano molte specie endemiche. A São Tomé e Príncipe, per esempio, vivono 25 specie endemiche su un totale di 167[4], tra le quali ricordiamo il beccogrosso di São Tomé (Crithagra concolor) e il beccolungo di Bocage (Motacilla bocagii)[5];
- troviamo qui 210 specie di rettili e 221 di anfibi (delle quali rispettivamente 52 e 85 endemiche);
- vivono qui 512 specie di pesci d'acqua dolce, delle quali 143 non si trovano in nessun'altra parte del mondo. Particolarmente degne di nota sono le 350 specie di ciprinodontiformi, un quarto delle specie mondiali. Più della metà delle circa 60 specie di ciclidi presenti in questo hotspot sono endemiche; un gran numero di esse popola il lago Barombi Mbo in Camerun.

## Minacce e conservazione
Questo hotspot è tanto ricco di specie quanto in pericolo. La foresta guineana dell'Africa occidentale è in effetti una delle zone più frammentate e minacciate del pianeta: in diminuzione già da più di mille anni, ha visto aumentare indiscriminatamente la velocità con la quale viene distrutta a partire dall'epoca coloniale, con l'introduzione delle colture industriali di hevea e di palma da olio, e la deforestazione non sembra fermarsi. Inoltre, l'agricoltura taglia e brucia è la norma in questa zona: essa permette di ricavare rapidamente terreni coltivabili, ma apre anche la strada alla desertificazione. La densità di popolazione è una delle più alte di tutta l'Africa: la Nigeria, ad esempio, è il paese più popoloso del continente (203 452 505 abitanti) ed è uno dei più densamente popolati: 220 ab/km². Come in molte regioni in via di sviluppo, la crescita demografica è estrema: tutte le stime indicano che entro il 2025 la popolazione della regione raddoppierà rispetto a quella che viveva qui nel 2000. Il sottosuolo è molto ricco: l'estrazione di oro, ferro, bauxite, diamanti e altre pietre preziose provoca un alto livello di degrado ambientale, soprattutto a causa dell'utilizzo del mercurio nella ricerca dell'oro, che si riversa poi nelle acque dei fiumi. Il bushmeat è una delle più importanti fonti di proteine nelle zone rurali dell'Africa occidentale (e, su scala più ampia, in tutta l'Africa). A causa di questo, il bracconaggio ai danni di specie in via d'estinzione (antilopi, primati, ecc.) è una minaccia costante. Per finire, la povertà e il clima di tensione o di guerra (Sierra Leone, Liberia e Costa d'Avorio) spingono la popolazione a sfruttare le zone boschive per sopravvivere (soprattutto per ricavare cibo).
Dagli anni '60, tutti i paesi dell'area interessata hanno compiuto sforzi notevoli per creare territori più o meno protetti. Il parco nazionale di Taï in Costa d'Avorio e il parco nazionale di Sapo in Liberia sono le due aree protette più grandi di questo hotspot. Il parco nazionale di Cross River in Nigeria (4 227 km²) è il parco più grande della metà orientale dell'area. Il parco nazionale di Korup (1 260 km²) in Camerun protegge tra l'altro una delle foreste pluviali più antiche dell'Africa. Tuttavia, il livello di controllo e protezione di tali aree è aleatorio. In effetti, molte persone vivono nelle loro vicinanze, creando pressioni sull'ambiente, sapendo che il bracconaggio o il taglio illegale del legname sono attività ancora praticate anche nelle zone protette. Una delle maggiori sfide che deve affrontare questa parte del mondo è quella di combinare le esigenze alimentari e sanitarie di una popolazione in rapida crescita alla protezione di un ambiente fortemente depauperato, magari consentendo alle persone che vivono a contatto con i parchi nazionali di accedere a lavori remunerativi e nel rispetto della protezione della natura, ad esempio ecoturismo, agroforestazione e artigianato.